# Carl-Fredrik Nissen
Carl-Fredrik Nissen, född 8 juni 1877 i Brönnestads socken, död 18 maj 1950 i Nacka församling, var en svensk ämbetsman.
Carl-Fredrik Nissen var son till godsägaren Carl Nissen. Han avlade mogenhetsexamen i Stockholm 1895 och kansliexamen i Uppsala 1901. Nissen tjänstgjorde därefter som extra ordinarie i ett flertal ämbetsverk och fick stor erfarenhet inom den kamerala förvaltningen, där han främst arbetade. Befordrad till revisor i Kammarrätten 1910, övergick han 1911 som tillförordnad förste revisor till Statskontoret, där han tidigare varit verksam från 1903. Han blev 1917 förste revisor där och fick 1918 förordnande som statskommissarie, övergick 1920 som kansliråd till Finansdepartementet men återvände 1928 som statskommissarie till Statskontoret. Han avgick 1942. Nissen var kamrerare hos riksdagens statsutskott från 1913 samt sekreterare i riksdagens budgetdeputation från 1934. Han var chef för statsrevisionens kameralavdelning 1919–1933. Nissen anlitades för flera uppdrag, bland annat i inkomst- och förmögenhetsskattekommittén 1903, i statsbokföringskommittén 1908, i utredning angående flottans övningsanslag 1911 samt av sakkunniga för omorganisation av statens centrala räkenskaps- och revisionsväsen 1913. Han biträdde 1902 års löneregleringskommitté 1917, budgetredovisningssakkunniga 1921–1922 och var sakkunnig i lönetekniska frågor hos fiskeriorganisationsutredningen 1936–1937.